# Ratchaburi (stad)
Ratchaburi (Thais: ราชบุรี) is een stad in Centraal-Thailand. Ratchaburi is hoofdstad van de provincie Ratchaburi en het district Ratchaburi. De stad heeft ongeveer 50.000 inwoners.

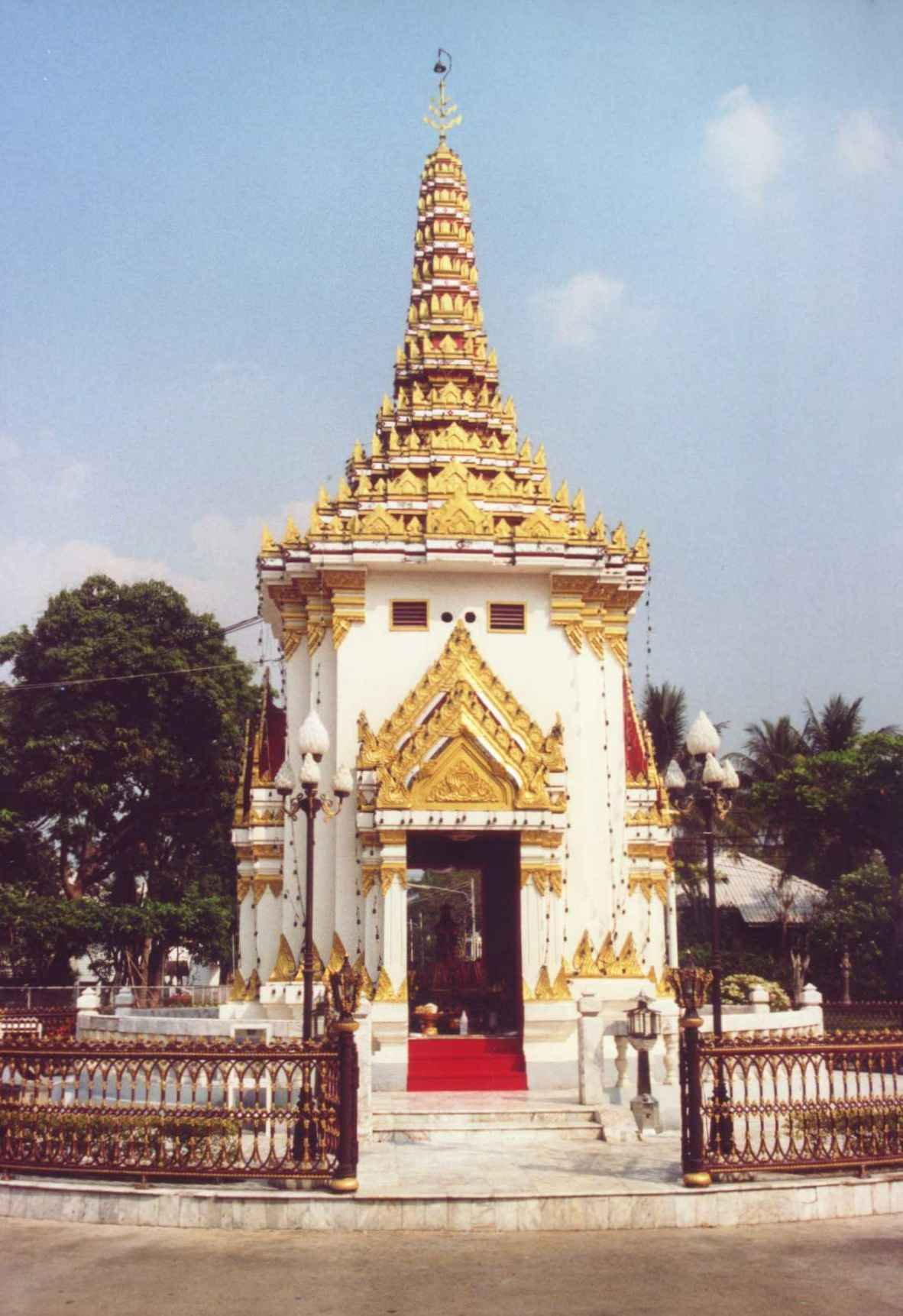
Tempel in Ratchaburi